# Плезант-Веллі (Техас)
Плезант-Веллі (англ. Pleasant Valley) — місто (англ. town) в США, в окрузі Вічита штату Техас. Населення — 357 осіб (2020).

## Географія
Плезант-Веллі розташований за координатами 33°56′14″ пн. ш. 98°35′54″ зх. д. / 33.93722° пн. ш. 98.59833° зх. д. (33.937247, -98.598273). За даними Бюро перепису населення США в 2010 році місто мало площу 6,74 км², уся площа — суходіл.

## Демографія
Згідно з переписом 2010 року, у місті мешкало 336 осіб у 138 домогосподарствах у складі 101 родини. Густота населення становила 50 осіб/км². Було 154 помешкання (23/км²). 
Расовий склад населення:
| - 91,4 % — білих - 1,8 % — корінних американців - 0,3 % — азіатів - 3,3 % — осіб інших рас |

До двох чи більше рас належало 3,3 %. Іспаномовні становили 6,5 % усіх жителів.
За віковим діапазоном населення розподілялося таким чином: 16,1 % — особи молодші 18 років, 64,6 % — особи у віці 18—64 років, 19,3 % — особи у віці 65 років та старші. Медіана віку мешканця становила 48,2 року. На 100 осіб жіночої статі у місті припадало 93,1 чоловіків; на 100 жінок у віці від 18 років та старших — 90,5 чоловіків також старших 18 років.
Середній дохід на одне домашнє господарство становив 62 477 доларів США (медіана — 54 659), а середній дохід на одну сім'ю — 70 996 доларів (медіана — 63 194). Медіана доходів становила 44 688 доларів для чоловіків та 30 781 долар для жінок. За межею бідності перебувало 4,9 % осіб, у тому числі 6,9 % дітей у віці до 18 років та 3,3 % осіб у віці 65 років та старших.
Цивільне працевлаштоване населення становило 193 особи. Основні галузі зайнятості: публічна адміністрація — 14,0 %, роздрібна торгівля — 13,0 %, виробництво — 13,0 %.